# Johannes Theodor Suhr
Johannes Theodor Suhr, O.S.B. (ur. 24 stycznia 1896 w Nyborgu, zm. 10 marca 1997 w Aabenraa) – duński duchowny katolicki, pierwszy biskup kopenhaski.

## Życiorys
Johannes Theodor Suhr urodził się w 1896 roku w Nyborgu. Jako dojrzały mężczyzna zdecydował się na drogę kapłańską, wstępując do zakonu benedyktynów. Święcenia kapłańskie przyjął 1 kwietnia 1933. W 1938 papież Pius XI nominował go na biskupa tytularnego Balecium i wikariusza apostolskiego Danii. Konsekracja biskupia miała miejsce 15 stycznia 1939.
Po przekształceniu Wikariatu Apostolskiego Danii w pełnoprawną diecezję w 1953 roku został jej pierwszym ordynariuszem. W 1964 roku zrezygnował z pełnienia tej funkcji i został mianowany przez papieża Pawła VI tytularnym biskupem Apisa Maius. W 1976 przeszedł na emeryturę. Zmarł w 1997.